# 李錄
李（1966年4月6日—），正體中文譯為李祿或李錄，部份中國媒體稱為李路，男，河北唐山人，美籍華裔投資人兼對冲基金經理，對沖基金喜马拉雅资本的創辦人兼董事長，前六四事件21名被警方通缉的學生領袖之一，他在1990年出版的《移山》一書中敘述了這段經歷，這也是1994年Michael Apted同名紀錄片的基礎。

## 生平

### 早年
1966年出生于河北省唐山市。那年正值是文化大革命開始的一年，父母均被送往「勞改」，他被輾轉寄養在一個礦工的家庭，直至十歲才與父母團聚。1976年，唐山發生大地震，造成24多萬人喪生，但他和家人均倖免於難。1985年，他考入南京大學，最初修讀物理學，一年後轉讀經濟學。1989年4月，他到北京天安門廣場參與學生運動，以悼念胡耀邦。六四事件爆發後的6月8日，北京市政府解散高自联。6月13日，北京市公安局将他列为21名高自联骨干之一，受到通缉。他很快就秘密经香港逃往法國，最後抵達美國。

### 在美经历
1989年末，李錄抵達美國後，隨即在哥倫比亞大學發表關於六四事件的演講。1993年，他在哥倫比亞大學聽了波克夏·哈薩威公司主席巴菲特的一次講座，使他克服了以往對股市投資的質疑，這亦成為他日後從事金融業的踏腳石。1996年，他在哥倫比亞大學完成修讀經濟學、法律及工商管理的學位，是哥倫比亞大學历史上第一位同时获得三个學位的學生。1997年，他自行創辦 Himalaya Partners，管理風險創投基金及對冲基金。2003年，他認識了巴菲特的副手、巴郡副主席查理·芒格，使巴郡成為其基金的主要客戶之一，同時其也是芒格家族財產的管理人。2008年，他向巴郡推介入股中國電池及汽車製造商比亞迪，使巴郡獲得高達12億美元的回報。2010年，李被指有機會成為巴菲特的接班人之一，共同管理巴郡規模高達1000億美元的投資組合，但後來李表示沒有此意。
2010年，李录随巴菲特访问中国，是六四事件后首位被通缉后可以在内地公开活动的学运领袖。
2010年5月，李录帮助翻译出版了中文版的《穷查理宝典》，并为该书撰写了序言。
2020年4月，李录的文集《文明、现代化、价值投资与中国》由中信出版社出版。

## 家庭
李录妻子名叫，两人育有一女。李录前妻叫李节，是南京大学的师妹，在洛杉矶南加州大学生物和遗传工程博士，两人育有两女，2012年以前已离婚。

## 荣誉
1998年获得阿斯彭研究所（Aspen Institute）的亨利・克朗学人奖（Henry Crown Fellowship）。因为他为倡导呼吁人权所做的工作，李录还分别获得了美国国会人权基金会授予的华伦伯格人权奖（Raoul Wallenberg Human Rights Award）和锐步公司颁发的锐步人权奖（Reebok Human Rights Award）。李录的生平被收录于史密森尼美国国家历史博物馆中， 是  系列展览中的一部分，该展览从2017年开始将持续二十年。李录还担任加州理工大学董事会成员。
2001年他被世界经济论坛评选为“明日全球领袖”。
2012年李录荣获母校哥伦比亚大学颁发的约翰•杰伊奖（John Jay Award），该奖项用以表彰校友所获的杰出成就。他于2017年开始担任哥伦比亚大学董事会成员。
李录是美国外交关系协会、全球青年总裁组织、太平洋协会和百人会成员。李录于2020年当选为美国人文与科学院院士。

## 著作
- . 北京市朝阳区. 2020-04-01. ISBN 978-7-5217-1259-9.